# Hieronim Grala
Hieronim Czesław Grala (ur. 30 maja 1957 w Siedlcach) – polski historyk, badacz dziejów Rusi, dyplomata.

## Życiorys
Absolwent historii na Uniwersytecie Warszawskim (1980). Doktorat (Kanclerz Iwan Wiskowaty. Studium kariery politycznej w XVI-wiecznej Rosji) obronił 16 listopada 1990 pod kierunkiem Andrzeja Poppego. W 2018 habilitował się na podstawie pracy Stosunki polsko-moskiewskie w XVI–XVII w. – problemy źródłoznawcze, literaturoznawcze i edytorskie.
Pracownik Instytutu Historii UW od 1980 kolejno jako asystent stażysta, asystent, starszy asystent, adiunkt od 1991, starszy wykładowca od 2010, adiunkt od 2011 w Zakładzie Historii Średniowiecznej. Od kwietnia 1981 do maja 1982 odbywał służbę wojskową. W latach 1990–1993 sekretarz naukowy Instytutu Historycznego UW. Członek Rady Archiwalnej przy Naczelnym Dyrektorze Archiwów Państwowych (1995–1997). Członek Polsko-Rosyjskiej Komisji Historycznej PAN-RAN (obecnie: Komisja Historyków Polski i Rosji), Komisji Bizantynologicznej PAN (do 1999), Polskiego Towarzystwa Heraldycznego, Istoriko-Rodosłownego Obszczestwa (Moskwa), członek Rady Archiwalnej przy Naczelnym Dyrektorze Archiwów Państwowych w latach 1995–1997. Przewodniczący zarządu Fundacji Naukowej Przyjaciół Instytutu Historii UW „Klio” w latach 1991–2000. Redaktor serii Monumenta historica res gestas Europae Orientalis illustrantia. Fontes XV–XVII saec. (Warszawa-Moskwa, od 1995). Współpracownik działu bibliograficznego „Russia Mediaevalis” (München). Członek redakcji „Mówią Wieki” (od 1995). Kierownik Komisji „Polono-Russica” od 2011. Profesor honorowy Moskiewskiej Akademii Ekonomiki i Prawa (MAEL) od 2011. Członek Polskiego Towarzystwa Heraldycznego (od 1987), członek zagraniczny rosyjskiego Towarzystwa Historyczno-Genealogicznego (od 1988), członek honorowy Towarzystwa Przyjaciół Muzeów Moskiewskiego Kremla (od 2006).
W latach 2000–2009 w służbie dyplomatycznej – radca Ambasady RP w Federacji Rosyjskiej (I radca od 2007). Był dyrektorem Instytutu Polskiego w Petersburgu (2000–2005) i dyrektorem Instytutu Polskiego w Moskwie (2005–2009). Od 2013 wykładowca Wydziału „Artes Liberales” Uniwersytetu Warszawskiego. Zajmuje się Rusią średniowieczną i nowożytną.

## Odznaczenia i wyróżnienia
- Srebrny Krzyż Zasługi „za zasługi dla promocji kultury polskiej” (2004)[2]
- Medal Komisji Edukacji Narodowej (2005)
- Medal „Pro Memoria” (2004)
- Odznaka Honorowa Sybiraka (2004)
- Odznaka Honorowa „Obozy internowanych w Rosji Sowieckiej” (2009)
- Medal „Na Pamiątkę 300-lecia Petersburga” (Prezydent FR – 2004)
- Medal A.N. Olenina (Rosyjska Biblioteka Narodowa – 2005)
- Medal Jubileuszowy „Mieżdunarodnogo Sojuza Muzikalnych Diejatieliej” (2007)
- Medal „Za licznyj wklad w razwitije rossijskoj słowiesnosti” (Ministerstwo Kultury FR – 2009)
- Profesor honorowy Moskiewskiej Akademii Ekonomiki i Prawa (2011)
- Członek honorowy Akademii Dziennikarstwa Kazachstanu (2015)

## Publikacje
- Rola Rusi w wojnach bizantyńsko-bułgarskich przełomu XII i XIII wieku, „Balcanica Posnaniensia” 2 (1985), s. 125–132.
- Tradycja dziejopisarska o pobycie władcy Bizancjum w Haliczu. Jan Długosz i kronikarz hustyński, „Kwartalnik Historyczny” 93 (1986), s. 639–661.
- Kołpak Witołdowy czy czapka Monomacha? Dylematy wyznawców prawosławia w monarchii ostatnich Jagiellonów, [w:] Katolicyzm w Rosji i prawosławie w Polsce (XI–XX w.), Warszawa 1997, s. 51–67.
- Iwan Michajłow Wiskowatyj. Kariera gosudarstwiennogo diejatiela w Rossii XVI w., Moskwa: izd. Radiks, 1994.
- (redakcja) Modernizacja struktur władzy w warunkach opóźnienia: Europa Środkowa i Wschodnia na przełomie średniowiecza i czasów nowożytnych, Warszawa: Wydawnictwo „DiG” 1999.
- (redakcja) Paweł Tokarz, Wyprawa kijowska Bolesława Chrobrego w roku 1018, Warszawa: Stud. Koło Naukowe Historyków UW 1996.
- (redakcja) Stosunki międzywyznaniowe w Europie Środkowej i Wschodniej w XIV–XVII wieku, Warszawa: DiG 2002.
- (redakcja) Ostmitteleuropa im 14.–17. Jahrhundert – eine Region oder Region der Regionen?, Warszawa: Wydawnictwo DiG 2003.
- (wraz z O.S. Dawtianem), Podarocznyj etikiet, Sankt Pietierburg: Impredservis 2017.
- (wraz z Witoldem Juraszem) Wataha Putina, Warszawa, Wydawnictwo Czerwone i Czarne 2023